# SPD
Sozialdemokratische Partei Deutschlands (SPD) er Tysklands socialdemokratiske parti. Partiet er sammen med det borgerlige CDU og AfD det ene af de tre store nuværende tyske politiske partier.
SPD er i dag (2025) det tredjestørste parti i Forbundsdagen, hvor partiet har 120 ud af de 630 pladser efter at have opnået 16,4 % af stemmerne ved forbundsdagsvalget 2025.
Siden 2025 har Bärbel Bas og Lars Klingbeil haft fælles formandskab.
Den tyske forbundspræsident har siden marts 2017 været SPD's Frank-Walter Steinmeier.

## Historie
SPD blev grundlagt af Ferdinand Lassalle i 1863 i Leipzig under navnet Allgemeine Deutsche Arbeiterverein, som et af verdens første marxistisk-inspirerede partier. Partiet skiftede navn til det nuværende i 1890. Fra 1890'erne til begyndelsen af 1900-tallet var SPD Europas største marxistiske parti, og det største politiske parti i Tyskland. Under 1. verdenskrig blev partiet splittet, da en stor fraktion forlod partiet og dannede Unabhängige Sozialdemokratische Partei Deutschlands (USPD), der igen udspaltede det kommunistiske parti KPD. SPD havde en afgørende rolle under Novemberrevolutionen i 1918 og var blandt grundlæggerne af Weimarrepublikken. SPD's Friedrich Ebert var den første tyske præsident og SPD var det største parti indtil 1932. Efter nazipartiets magtovertagelse i 1933 blev SPD forbudt og måtte operere i eksil som Sopade.
Efter afslutningen af 2. verdenskrig blev SPD gendannet i den sovjetiske besættelseszone i øst og blev kort efter sammenlagt med KPD og dannede Sozialistische Einheitspartei Deutschlands (SED), der fungerede som DDR's ubestridte regeringsparti. I Vesttyskland blev SPD det ene af de to store partier sammen med CDU/CSU. I 1959 opgav SPD sin tilknytning til marxismen ved vedtagelsen af Godesberg-programmet og placerede sig som et centrum-venstre parti. SPD var ledende regeringsparti i Forbundsrepublikken fra 1969 til 1982 og igen fra 1998 til 2005. SPD var en del af CDU/CSU-ledede regeringer 1966-1969 2005-2009 og igen siden 2013.

## Ungdomsorganisation
Partiets ungdomsorganisation hedder Jusos, som er en forkortelse for Junge Sozialisten und Sozialistinnen in der SPD (Unge socialister i SPD).

## Formænd siden 2. verdenskrig
| De to formænd for SPD siden 2019 Bärbel Bas og Lars Klingbeil |  | De to formænd for SPD siden 2019 Bärbel Bas og Lars Klingbeil |
| De to formænd for SPD siden 2019 Bärbel Bas og Lars Klingbeil |  |                                                               |

- 1946–1952 Kurt Schumacher
- 1952–1963 Erich Ollenhauer
- 1964–1987 Willy Brandt
- 1987–1991 Hans-Jochen Vogel
- 1991–1993 Björn Engholm
- 1993–1995 Rudolf Scharping
- 1995–1999 Oskar Lafontaine
- 1999–2004 Gerhard Schröder
- 2004–2005 Franz Müntefering
- 2005–2006 Matthias Platzeck
- 2006–2008 Kurt Beck
- 2008–2009 Franz Müntefering
- 2009–2017 Sigmar Gabriel
- 2017-2018 Martin Schulz
- 2018-2019 Andrea Nahles
- 2019-2021 Saskia Esken / Norbert Walter-Borjans
- 2021-2025 Saskia Esken / Lars Klingbeil
- 2025- Lars Klingbeil / Bärbel Bas